# Fannia subatripes
Fannia subatripes är en tvåvingeart som beskrevs av Assis-fonseca 1967. Fannia subatripes ingår i släktet Fannia och familjen takdansflugor. Arten är reproducerande i Sverige. Inga underarter finns listade i Catalogue of Life.